# Marat Chajrullin (hokeista)
Marat Fanisowicz Chajrullin, ros. Марат Фанисович Хайруллин, tat. Марат Хәйруллин (ur. 15 maja 1996 w Wołżsku) – rosyjski hokeista narodowości tatarskiej.

## Kariera
- Olimpija Kirowo-Czepieck (2013-2015)
- Rieaktor Niżniekamsk (2015-2017)
- Nieftiechimik Niżniekamsk (2015-2022)
  -  Ariada Wołżsk (2016-2017)
  -  Mołot-Prikamje Perm (2017)
- SKA Sankt Petersburg (2022-)

Wychowanek Ariady Wołżsk w rodzinnym mieście. Występiwał w juniorskich rozgrywkach MHL w barwach drużyn Olimpija Kirowo-Czepieck i Rieaktor Niżniekamsk. Podjął występy w seniorskim zespole Nieftiechimika Niżniekamsk w rozgrywkach KHL. W maju 2022 został ogłoszony zawodnikiem SKA Sankt Petersburg.

## Sukcesy i wyróżnienia
Indywidualne
- KHL (2021/2022):
  - Najlepszy napastnik miesiąca – październik 2021[3]
- KHL (2022/2023):
  - Najlepszy napastnik tygodnia – 26 grudnia 2022[4]